# Burtonport
Burtonport (Ailt an Chorráin in irlandese) è una cittadina situata nella costa nord occidentale del Donegal, nella Repubblica d'Irlanda. È molto vicina alla rinomata isola di Arranmore, cui è collegata da traghetti abbastanza frequenti.